# Salsiccia di Calabria
La Salsiccia di Calabria è un insaccato secco italiano, a carne di maiale, a denominazione di origine protetta (DOP), tipico della Calabria. In dialetto calabrese questo salume è chiamato "a sozizza". Si pensa che l'origine risalga ai tempi della Magna Grecia.